# Arroz chaufa

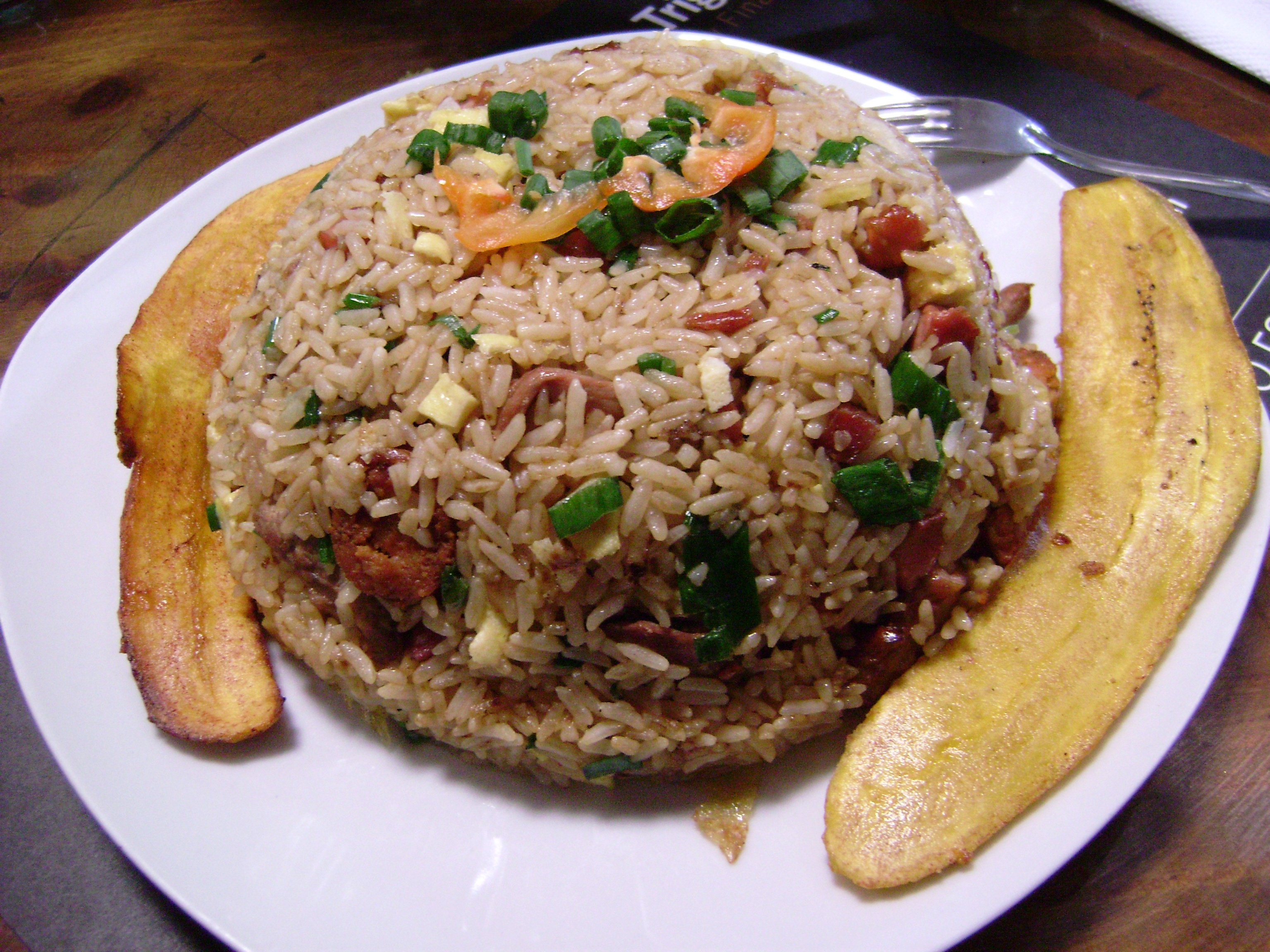
Arroz chaufa serwowany w Limie

Arroz chaufa – danie charakterystyczne dla kuchni Chifa, czyli peruwiańskiej odmiany kuchni chińskich. Znane również w innych krajach Ameryki Łacińskiej.
Arroz chaufa to smażony ryż z dodatkiem mięsa (np. boczek, kurczak) i warzyw, czasem (zwłaszcza w Ekwadorze) zawierający również owoce morza. Ekwadorska wersja nie zawiera imbiru. Zestaw dodawanych warzyw jest zróżnicowany (m.in. papryka słodka, marchew, groszek), jednak obowiązkowo obecna jest cebula siedmiolatka, czyli czosnek dęty. Jednym z dodatków może być omlet. Przygotowywany jest na sposób orientalny, w woku.
Poszczególne wersje narodowe noszą różne nazwy, i tak: w Kolumbii – arroz chino, w Kostaryce i Salwadorze – arroz cantonés, w Chile – arroz chaufán, w Ekwadorze – chaulafán, na Dominikanie – chofán, w Wenezueli – arroz chino i w Hiszpanii – arroz frito tres delicias.
Arroz chaufa stanowi danie samodzielne, jak i popularny dodatek do wielu innych dań, obecny w kuchni ulicznej państw Ameryki Łacińskiej, dostępny z kiosków i straganów kulinarnych.